# 微波头
微波头也称微波磁控管头，在工业微波领域通称为微波头。英文为Magnetron head。
微波头是微波发生器的重要构成部分。通常微波发生器由专用微波电源和微波头，加上相应的控制部分构成（有时微波电源中集成了控制部分）。微波电源供给微波头的低频电能在微波头中由磁控管转化成高频微波能，最终由微波头的波导口馈出到应用端。工业微波头的工作频率通常为2450MHz或915MHz。
微波头一般为集成式的一体结构，有水冷的也有风冷的。水冷微波头由发射腔体、耦合天线、反射测量装置和反馈电路、灯丝变压器、水冷回路、水负载、环流器、反射控制电路、磁控管和发射架、微波屏蔽外壳等组成。微波头的本体一般由不锈钢和铝合金精密加工而成。有的微波头还集成了调谐部分，用于调谐与应用端的匹配。磁控管发射的微波能经过天线和腔体的耦合进入环流器再馈入到波导，反射功率可由环流器导入水负载吸收，从而保护了磁控管不被反射的微波能打坏。发射功率的大小由灯丝变压器调节。
大功率微波头在电路和结构上更为复杂。